# Krásný Les (district de Karlovy Vary)
Pour les articles homonymes, voir Krásný Les.
Krásný Les (en allemand : Schönwald) est une commune du district et de la région de Karlovy Vary, en République tchèque. Sa population s'élevait à 330 habitants en 2020.

## Géographie
Krásný Les se trouve à 14 km au nord de Karlovy Vary, à 33 km au nord de Karlovy Vary et à 111 km à l'ouest de Prague.
La commune est limitée par Loučná pod Klínovcem au nord, par Stráž nad Ohří à l'est, par Vojkovice au sud et par Ostrov à l'ouest.

## Histoire
La première mention écrite de la localité date de 1226.